# Mount Fleming
Mount Fleming ist ein über 2200 m hoher Berg der Asgard Range im ostantarktischen Viktorialand. Er ragt an der Südwestseite der Airdevronsix-Eisfälle und des Oberen Wright-Gletschers auf.
Die neuseeländische Nordgruppe der Commonwealth Trans-Antarctic Expedition (1955–1958) benannte den Berg nach dem neuseeländischen Paläontologen Charles Alexander Fleming (1916–1987), Mitarbeiter des New Zealand Geological Survey und Vorsitzender des Komitees der Royal Society zur Erforschung der Antarktis.